# Mizuho, Gifu

Mizuho (瑞穂市 Mizuho-shi?) este un municipiu din Japonia, prefectura Gifu.